# Fjord

Geirangerfjord, Norsko

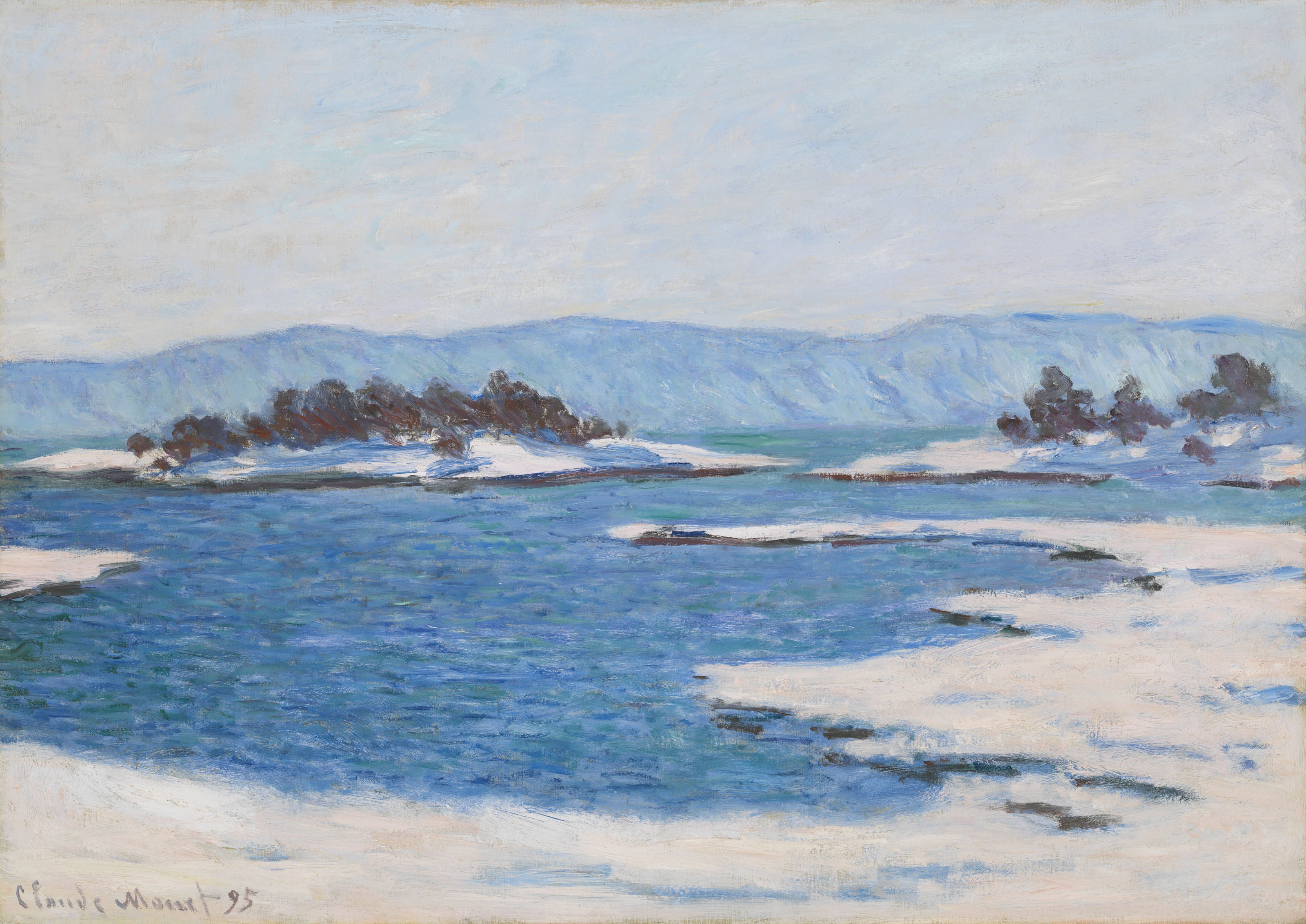
Fjord à Christiania, Claude Monet (1895)

Fjord je úzký mořský záliv, zasahující hluboko do pevniny, vytvořený ledovcem. Fjordy jsou typické svými strmými svahy, které jsou ledovci často erodovány až pod mořskou úroveň, kde dno moře může dosahovat značných hloubek netypických pro šelfové oblasti.  V některých případech se můžeme setkat s fjordy, které jsou ohraničeny oproti moři podmořským skalním svahem. Název pochází ze staronorského slova fjörðr.

## Vznik
Fjordy vznikají v dobách glaciálního zalednění, kdy postupující ledovec sestupuje z karových oblastí po svahu do oblastí položených níže. Během cesty se led pohybuje v lokálních sníženinách, které vlivem brázdění prohlubuje a zaobluje podloží. Vzniká tak typické ledovcové údolí zvané trog. Na konci cesty se ledovec dostane až k moři, do kterého se snaží nasouvat, vlivem rozdílné teploty, viskozity a hloubky se však začínají jednotlivé ledové části odlamovat a dochází k tzv. telení ledovců.
Po skončení ledové doby začne ledový krunýř vlivem odtávání pozvolna ustupovat. Po určité době zůstane v oblasti pouze typické ledovcové údolí. Vlivem roztání většího množství ledovcové pokrývky dochází ke zvednutí světové hladiny oceánů a dochází k částečnému zatopení přímořských údolí. K tomu se přidává ještě odlehčení litosférické desky, jelikož na ni již netlačí ohromná tíha ledu, což má za následek, že se určité části desky začnou ponořovat do astenosféry a další část desky se nadlehčuje a vystupuje.
Podobné procesy se nyní dějí ve Skandinávii, kde se poloostrov vyzvedává nad hladinu moře, ale jeho přímořské oblasti v okolí Atlantiku se oproti tomu pozvolna ponořují pod hladinu, což má (a mělo) za následek vznik fjordů v oblasti Norska. Vznik fjordů je tedy spojen se změnou polohy litosférických desek a změnou hladiny světového oceánu.

## Fjordy ve světě

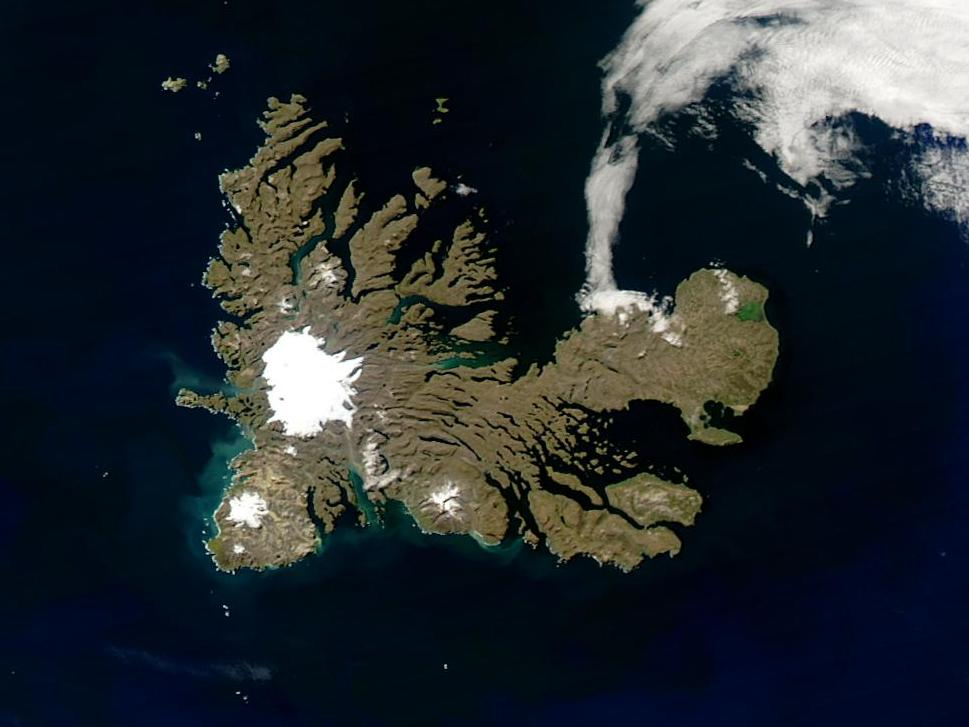
Fjordy v Kerguelenu

Fjordy se vyskytují hlavně v oblastech, kde se v glaciálních dobách nacházel kontinentální ledovec, které se nacházejí blízko mořské hladiny a v oblastech, ve kterých je větší výškový rozdíl. Fjordy jsou typické pro pobřeží Norska, další fjordy lze objevit na území Kanady, Dánska a několik jich je možno spatřit i v Irsku (hrabství Mayo u města Westport). Na jižní polokouli se mnoho fjordů nachází v chilské Patagonii, v Kerguelenu (Francie) a v oblasti Fiordland na Jižním ostrově Nového Zélandu.